# Aron Naumowitsch Trainin
Aron Naumowitsch Trainin (russisch Арон Наумович Трайнин, wiss. Transliteration Aron Naumovič Trajnin; * 26. Junijul. / 8. Juli 1883greg. in Wizebsk; † 7. Februar 1957 in Moskau) war ein sowjetischer Jurist.

## Leben
Trainin studierte von 1903 bis 1908 Jura an der Universität Moskau und war gleichzeitig im Untergrund bei den Bolschewiki aktiv. 1921 wurde er Professor an der Universität Moskau und war hier einer der wesentlichen Gestalter des neuen sowjetischen Strafrechts. 1946 wurde er als korrespondierendes Mitglied in die Akademie der Wissenschaften der UdSSR aufgenommen.
Nach dem Zweiten Weltkrieg war er Mitunterzeichner des Londoner Viermächte-Abkommens vom 8. August 1945 und einer der sowjetischen Vertreter bei den Nürnberger Prozessen. Auf ihn ging die Idee zurück, bei den Nürnberger Prozessen auch Vertreter der deutschen Wirtschaft und Industrie anzuklagen.